# Liste der Universitäten in Mosambik
Die Liste der Universitäten in Mosambik gibt einen Überblick über die Universitäten im südostafrikanischen Mosambik sowie über deren Standorte:
- Eduardo-Mondlane-Universität („Universidade Eduardo Mondlane“) in Maputo
- Pädagogische Universität Maputo („Universidade Pedagogica“) in Maputo
  - Standorte in Gaza, Beira, Quelimane, Nampula, Massinga, Lichinga, Montepuz, Tete, Manica
- Katholische Universität von Mosambik („Universidade Catolica de Mocambique“), in Beira
  - Standorte in Nampula, Cuamba, Pemba, Chimoio, Tete und Quelimane
- Universidade Jean Peaget de Mocambique
- Universidade Lurio
- Universidade Politecnica
- Universidade Sao Tomas
- Universidade Zambeze
- Universidade Tecnica de Mocambique
- Universidade Mussa Bin Bique
- Instituto Superior de Ciencias de Saude
- Instituto superior Politecnica de Manica
- Instituto Superior de Ciencias e Tecnologias de Mocambique
- Instituto Superior de Transportes e Comunicacoes
- Escola Superior de Economia e Gestao
- Universidade Pedagógica Sagrada Família